# Escudo de Ponferrada

Diseño heráldico del escudo

Diseño similar al que usa el Ayuntamiento

La versión actual del escudo de la ciudad de Ponferrada (León, España) fue aprobada el 11 de junio de 1996 mediante una orden de la Consejería de Presidencia y Administración Territorial de la Junta de Castilla y León.
La descripción heráldica o blasonamiento del escudo de Ponferrada es la siguiente:

«Escudo de azur con un puente de oro, mazonado de sable y almenado, con dos torres en sus extremos, y puesto sobre ondas de plata y azur. Timbrado de corona real abierta, en oro».
Boletín Oficial de Castilla y León n.º 118 de 20 de junio de 1996

El elemento central de este escudo es un puente medieval de oro (color amarillo o dorado), almenado y flanqueado por dos torres del mismo metal heráldico (color). Las puertas y ventanas de las torres son de sable (color negro), empleado también en el mazonado que es el término empleado para designar las líneas que representan la separación de las piedras empleadas en las construcciones. El puente reflejado en el escudo es el que ordenó construir el obispo Osmundo de Astorga en 1082 para los peregrinos del Camino de Santiago, debido a las dificultades que suponía el paso del río Sil, y que ha dado nombre a la población. 
El puente aparece colocado sobre ondas de azur (azules) y de plata  (blancas o grises), que simbolizan el río Sil.
En el timbre aparece representada una corona real antigua o abierta con el florón central de mayor tamaño, una circunstancia poco frecuente. La corona real antigua o abierta, fue empleada hasta el siglo XVI y continúa figurando en la heráldica de muchas poblaciones y provincias españolas. Aunque no aparece descrito en el texto de la orden que lo regula, el Ayuntamiento representa el escudo de la ciudad sobre pergamino heráldico.